# Veraldar Nagli
Veraldar Nagli är det svenska black metal-bandet Rimfrosts andra album, utgivet i november 2009. Detta album skiljer sig från den första EP:n A journey to a greater end och debutalbumet A frozen world unknown på det sättet att bandet har gått mer åt ett thrash och deathsound än black metal. Black metalinfluenserna hörs dock fortfarande.
Veraldar Nagli är ett konceptalbum som tar upp ämnet döden, både på ett symboliskt sätt för slutet av livet men också på döden personifierad som liemannen.
Alla låtar på skivan handlar på något vis om döden.
Veraldar Nagli spelades in i Andy La Rocques Sonic Train studios i mars 2009.

## Låtlista
1. "Veraldar Nagli" - 6:21
2. "The Black Death" - 4:49
3. "The Raventhrone" - 6:31
4. "Legacy Through Blood" - 8:56
5. "Mountains Of Mána" - 4:55
6. "I Stand My Ground" - 5:37
7. "Scandinavium" - 8:15
8. "Void Of Time" - 7:23